# 285 هـ
285 هـ هي سنة في التقويم الهجري امتدت مقابلةً في التقويم الميلادي بين سنتي 898 و899.

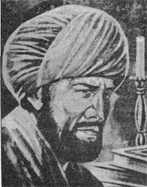
أحمد بن الجزار

## مواليد
- أحمد بن الجزار
- ركن الدولة البويهي
- أبو بكر بن المقرئ
- غلام الخلال

## وفيات
- محمد بن لب بن موسى

- إبراهيم بن إسحاق الحربي